# Nupserha madurensis
Nupserha madurensis är en skalbaggsart som beskrevs av Maurice Pic 1926. Nupserha madurensis ingår i släktet Nupserha och familjen långhorningar. Inga underarter finns listade i Catalogue of Life.